# Мало-Петровский мост
Мало-Петро́вский мост — автодорожный металлический балочный мост через Ждановку в Санкт-Петербурге, соединяет Петроградский и Петровский острова. Первый деревянный многопролётный мост был построен к 1828 году, он неоднократно перестраивался и ремонтировался. В 1927—1928 годах перестроен в железобетонный арочный однопролётный мост. Существующий металлический мост построен в 2016—2018 годах.

## Расположение
Расположен в створе моста Бетанкура, связывая его с Новоладожской и Ждановской улицами (Петроградский район). На Петровском острове к мосту подходят Ремесленная улица и Петровский проспект. Ближайшие станции метрополитена — «Чкаловская», «Спортивная». Выше по течению находится 4-й Ждановский мост. Рядом с мостом расположен комплекс построек Санкт-Петербургской бригады пограничной стражи (1890-е — 1910-е гг, гражданский инженер В. А. Шевалев), выявленный памятник архитектуры.

## Название
Название моста происходит от наименования Петровского острова. С 1820-х годов мост назывался Петровским или Новым Петровским. На плане 1849 года он обозначен как Старый Петровский мост № 1 (Старопетровский мост № 1 или Старопетровский мост). C 1876 года возникло название Малый Петровский мост, для отличия от Большого Петровского моста через Малую Невку. Существующее название известно с 1930-х годов.

## История
В 1828 году здесь существовал деревянный семипролётный мост подкосной системы. Общая длина сооружения по настилу составляла 90 м, каждая речная опора состояла из 18 свай. Переправа неоднократно ремонтировалась в дереве: в 1842, 1866, 1873 годах. В 1883 году мост был перестроен заново. К началу XX века он был деревянным многопролётным подкосной системы, длина моста составляла 89,6 м, ширина — 8,2 м. В 1918 году он был расширен на 2,8 м до 11 м (без смены нижнего строения). В 1927—1928 годах, в виду ветхости деревянного моста и в связи с прокладкой трамвайной линии, был сооружён новый железобетонный однопролётный арочный мост по проекту инженеров Б. Д. Васильева и О. Е. Бугаевой. Строительство велось под руководством инженеров Г. Г. Зурабова и Е. Е. Бугаевой.
Пролётное строение состояло из 4 железобетонных бесшарнирных арок, которые в замке сливались с плитой проезжей части, а в пятах переходили непосредственно в контрфорсы устоев. Устои были на свайном основании с бетонной подушкой толщиной 1,0 м. Длина моста по концам открылков устоев оставляла 49,9 м. Проектная ширина моста между перилами была 18 м, ширина каждого тротуара по 1,5 м, проезжей части 15,0 м. Расчётный пролёт величиной 41 м считался рекордным для того времени в СССР. 

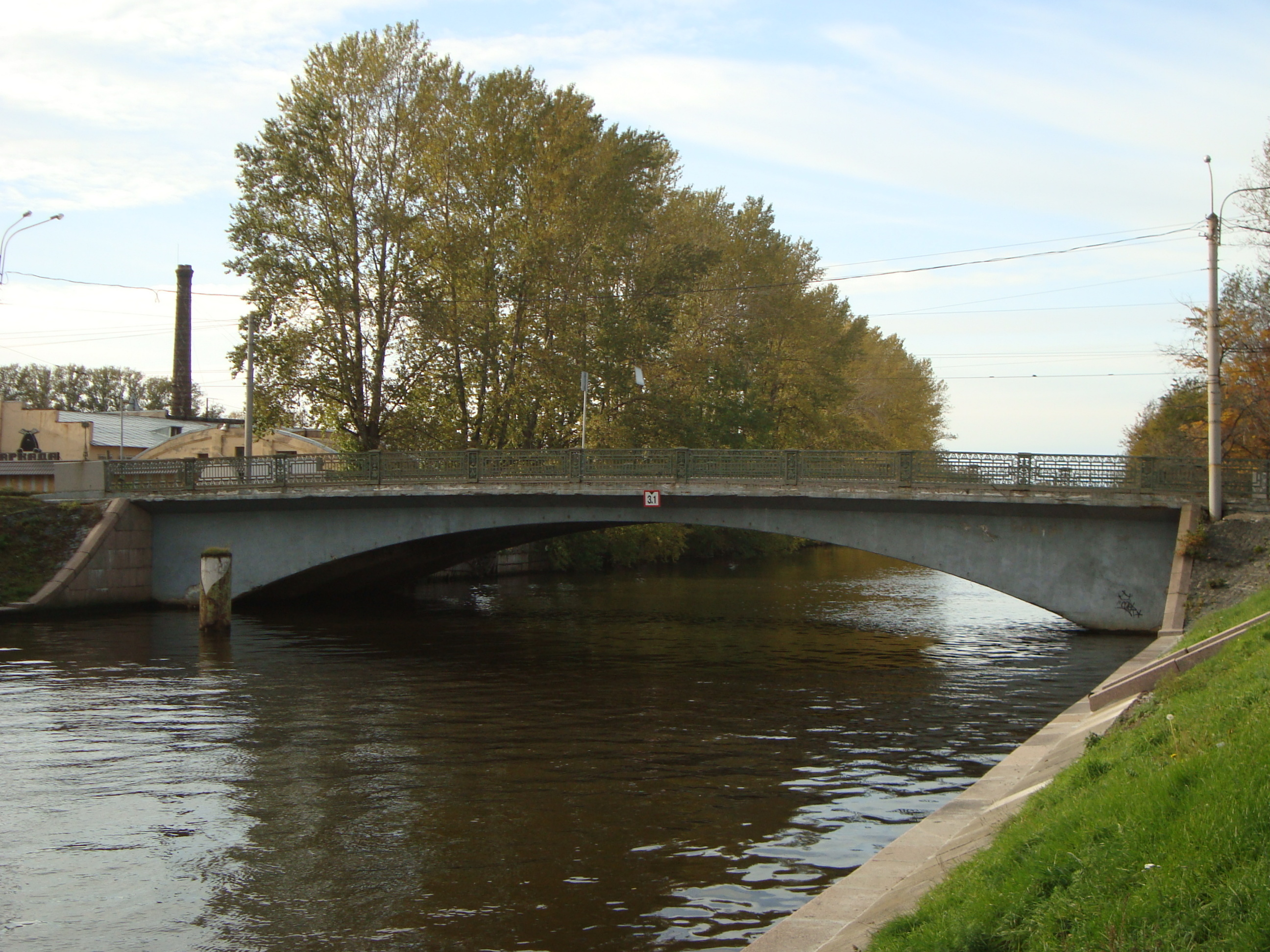
Арочный Мало-Петровский мост, 2011 год

Первоначально мост имел массивные железобетонные парапеты вместо металлических перил (из-за экономии дефицитного материала). В 1993 году на мосту было установлено чугунное перильное ограждение художественного литья, однотипное с перильным ограждением разводного пролёта Благовещенского моста.
В 2005—2006 годах выполнено обследование Мало-Петровского моста с целью определения технического состояния сооружения. В результате проведенных работ было выявлено, что нормативный износ пролётного строения моста оценивается в 80—100%; в целом сооружение не соответствовало современным требованиям, предъявляемым к городским мостам по условиям безопасности и долговечности. Проект новой переправы был разработан ЗАО «Институт «Стройпроект» (главный инженер проекта А. В. Бастрыгин) в составе проекта строительства моста через Малую Неву в районе острова Серный.
В 2016 году мост был закрыт на реконструкцию. Генподрядчиком было ЗАО «Пилон». На время строительства выше по течению был сооружён временный пешеходный мост. В 2017 году железобетонный арочный Мало-Петровский мост демонтировали, работы выполняло ООО «Арасар». Открытие движения по новой переправе состоялось 13 мая 2018 года, одновременно с открытием моста Бетанкура и нового участка набережной Макарова.

## Конструкция
Мост однопролётный металлический балочный с ортотропной плитой проезжей части. Расчётный пролёт моста — 37,5 м. В поперечном сечении пролётное строение имеет 14 главных балок двутаврового сечения. Высота стенки главной балки — от 1,15 м до 1,39 м. Нижний пояс главных балок переменного сечения. Верхний пояс представляет собой ортотропную плиту с листом настила толщиной 14 мм и продольными рёбрами замкнутого поперечного сечения, расположенными с шагом 0,6 м, а также поперечными балками с высотой стенки 0,58 м. Поперечные балки установлены с шагом вдоль оси моста 3 м. По оси опирания главные балки объединены домкратными балками. Длина монтажных блоков главных балок принята 12,7 м, максимальная масса монтажного блока составляет 12,5 т. Монтажные стыки главных балок выполнены комбинированными: верхний и нижний пояса стыкуются на сварке, а стенки главных балок и продольные ребра — на высокопрочных болтах.
Устои монолитные железобетонные с фундаментами на буронабивных железобетонных сваях диаметром 1,2 м. На участках примыкания к существующей набережной устроены участки новой набережной. Конструкция новой набережной — на шпунте типа Ларсен-5, объединённом по верху монолитной железобетонной банкеткой. Полная длина моста по концам откосных крыльев составляет 54,25 м, ширина — от 35,72 до 36,69 м. Габарит проезжей части составляет 12+2,61+12 м, тротуары — 2x3,5 м.
Мост предназначен для движения автотранспорта и пешеходов. Проезжая часть включает в себя 6 полос для движения автотранспорта. Покрытие проезжей части — асфальтобетон, на тротуарах уложен литой асфальт. Деформационные швы типа «ThormaJoint». Тротуары отделены от проезжей части сборным железобетонным парапетным ограждением высотой 0,75 м. Перильное ограждение на мосту стальное оцинкованное высотой 1,1 м. Лицевые поверхности устоев и откосных крыльев облицованы гранитом.